# Camperol cuaample
El camperol cuaample (Schoenicola platyurus) és una espècie d'ocell de la família dels locustèl·lids (Locustellidae). És endèmic de la serralada dels Gahts Occidentals, a l'Índia. Habita els matollars i herbassars tropicals i subtropicalsde l'estatge montà. Està amenaçat per la pèrdua d'hàbitat i el seu estat de conservació es considera vulnerable.